# گغاماسار
گغاماسار (به ارمنی: Գեղամասար) یک شهر در ارمنستان است که در استان گغارکونیک واقع شده‌است. گغاماسار در ۱۰۱ کیلومتری جنوب شرقی گاوار، مرکز استان گغارکونیک واقع شده‌است.

## خصوصیات
گغاماسار ۱٬۱۵۲ نفر جمعیت دارد و ۲٬۰۵۰ متر بالاتر از سطح دریا واقع شده‌است.
| سال   | ۱۸۳۱ | ۱۸۹۷ | ۱۹۲۶ | ۱۹۳۹ | ۱۹۵۹ | ۱۹۷۰ | ۱۹۷۹ | ۲۰۰۱ | ۲۰۰۴ |
| جمعیت | ۲۵۱  | ۱۱۳  | ۶۱۲  | ۱۰۷۶ | ۱۴۲۶ | ۲۱۸۷ | ۲۲۹۱ | ۱۰۸۰ | ۲۰۵۰ |